# Вишнёвое (Бобровицкий район)
Вишнёвое (укр. Вишневе; до 2016 года — Червоноарме́йское, укр. Червоноармійське) — село, расположенное на территории Бобровицкого района Черниговской области (Украина) на берегу реки Быстрица.
Население составляет 82 жителя (2006 год). Плотность населения — 158,91 чел/кв.км.
Впервые упоминается в 1924 году.
Село находится примерно в 3 км к северо-западу от центра города Бобровица. Средняя высота населённого пункта — 133 м над уровнем моря. Село находится в зоне умеренного умеренно континентального климата.
Национальный состав представлен преимущественно украинцами, конфессиональный состав — христианами.